# Nazareno (Minas Gerais)
Nazareno é um município brasileiro do estado de Minas Gerais. Sua população recenseada em 2022 era de 8 179 habitantes.

## Geografia
Conforme a classificação geográfica mais moderna (2017) do IBGE, Nazareno é um município da Região Geográfica Imediata de São João del-Rei, na Região Geográfica Intermediária de Barbacena.
No que diz respeito à circunscrição eclesiástica, a paróquia de Nossa Senhora de Nazaré pertence à Diocese de São João del-Rei.

## História
As origens de Nazareno, antigamente denominado Nazaré, remontam de 1850. O povoado foi elevado a distrito em 1943, sendo subordinado ao município de São João del Rei. Em 12 de dezembro de 1953 adquiriram a emancipação política, chegando à categoria de município pela lei nº 1.039.